# Kekurnyj
Kekurnyj (in russo остров Кекурный?) è un'isola costiera russa che si trova nella baia di Gertner, all'interno della baia del Tauj (Mare di Ochotsk). Amministrativamente appartiene all'Ol'skij rajon dell'oblast' di Magadan, nel Circondario federale dell'Estremo Oriente.
Si tratta di una roccia alta 21 metri situata a 700 m da capo Krasnyj (a sud-est della città di Magadan). Fa parte della formazione municipale «Città di Magadan».